# Karl Pfendner von Merkatz
Karl Wilhelm Rudolf Pfendner von Merkatz (* 16. Januar 1759 in Breslau; † 10. Juli 1823 in Cosel) war ein preußischer Generalmajor. Am 25. Dezember 1797 erhielt er nachträglich den Adelstitel als „Pfendner von Merkatz“; seine Nachfahren werden als „Merkatz des Stammes Pfendner“ geführt. 

## Leben

### Herkunft
Seine Eltern waren der Kaufmann Pfendner aus Breslau und dessen Ehefrau Susanne Katharine, geborene Finger. Seine Mutter heiratete nach dem Tod des Vaters den Artilleriegeneral Johann Friedrich von Merkatz.

### Militärlaufbahn
Pfendner trat am 5. August 1773 in das Artilleriekorps der Preußischen Armee ein. Im Jahr 1776 wurde er Feuerwerker und nahm 1778/79 am Bayrischen Erbfolgekrieg teil. Am 31. Januar 1779 wurde er zum Sekondeleutnant befördert und im Jahr 1790 kam er zum Korps nach Preußen. 1793 gehörte er zu den Blockadetruppen vor Danzig. Am 10. August 1795 stieg Pfendner zum Premierleutnant auf, bevor er am 29. September 1795 als Inspektionsadjutant zur Artillerie-General-Inspektion versetzt wurde. Am 14. Oktober 1797 kam er dann als Stabskapitän zum IX. Bataillon. Am 21. August 1802 wurde er zur Revue der Sächsischen Armee nach Dresden geschickt. Am 7. April 1804 wurde Pfendner Kapitän und Kompaniechef bei der Reitenden Artillerie. Während des Vierten Koalitionskrieges wurde er in der Schlacht bei Auerstedt siebenfach verwundet, dennoch kämpfte er wieder bei der Verteidigung von Danzig.
Nach dem Krieg wurde Pfendner am 21. Februar 1809 zum Major der Schlesischen Artilleriebrigade ernannt. Im Vorfeld der Befreiungskriege am 10. März 1813 wurde er zur mobilen Artillerie in Schlesien unter Major Braun versetzt. Während des Krieges kämpfte er in den Schlachten bei Großgörschen und Bautzen. Bei Großgörschen wurde er verwundet, erhielt den Orden der Heiligen Anna II. Klasse sowie am 19. Mai 1813 das Eiserne Kreuz II. Klasse. Am 29. Juli 1813 übertrug man ihm die Leitung der Artillerieangelegenheiten in Berlin. Am 18. Dezember 1813 wurde er zum Oberstleutnant befördert und am 27. Mai 1814 mit der Wahrnehmung der Geschäfte als Artillerieoffizier vom Platz der Festung Kolberg beauftragt. Dort bleibt er bis zum 27. April 1815, wurde Kommandeur der Artillerie des VI. Armee-Korps sowie am 3. Oktober 1815 mit Patent vom 15. Oktober 1815 zum Oberst befördert. Am 16. März 1816 wurde er Kommandeur der Schlesischen Artilleriebrigade. Am 31. Januar 1820 erhielt Pfendner seinen Abschied als Generalmajor mit einem Gnadengehalt von 800 Talern. Er starb am 10. Juli 1823 in Cosel und wurde dort am 13. Juli 1823 beigesetzt.

### Familie
Pfendner heiratete am 26. Mai 1789 in Berlin Charlotte Luise Wilhelmine von Bardeleben (* 9. August 1779; † 19. Januar 1801), eine Tochter des Generalmajors von Bardeleben. Das Paar hatte mehrere Kinder:
1. Karl Friedrich Wilhelm (* 21. Oktober 1790; † 13. September 1826), Hauptmann im 11. Infanterie-Regiment ⚭ Wilhelmine von Kropff (* 15. Januar 1792; † 7. Februar 1867).
2. Eduard Karl Wilhelm (* 12. Februar 1793; † 26. April 1868), Oberstleutnant und Chef der Leibkompanie des Invalidenhauses in Berlin.

⚭ 29. Oktober 1816 (geschieden 11. Februar 1829) Amalie Ernestine von Rochow (* 2. Mai 1796; † 7. Februar 1869).
⚭ 30. Juni 1829 Gräfin Emilie Luise von Pückler (* 25. August 1808; † 15. Februar 1832).
⚭ 12. Oktober 1834 Leontine von Lange (* 25. Februar 1813; † 12. Juni 1889):
- Großeltern des Bundesministers a. D. Hans-Joachim von Merkatz (DP/CDU).

3. Henriette Karoline Wilhelmine Friederike (* 29. Dezember 1794; † 8. Januar 1796).
4. Friederike Luise Emilie (* 9. November 1796).
5. Karl Hermann Theodor (* 5. Januar 1801; † 1855) ⚭ 1839 Antonie von Blankenstein (* 9. August 1810).
Nach dem Tod seiner Frau heiratete er am 29. März 1801 in Cannstatt Friederike Luise Christiane von Hoffstedt (* 19. Oktober 1766; † 1. April 1847) Witwe des Johann Hieronymus Edler von Graeve. Der spätere Generalmajor Gustav von Graeve (1792–1876) war sein Stiefsohn.